# قطعنامه ۲۱۰۴ شورای امنیت
قطعنامه ۲۱۰۴ شورای امنیت سازمان ملل متحد سندی بین‌المللی دربارهٔ جدایی سودان و سودان جنوبی است. این قطعنامه طی نشست شورای امنیت سازمان ملل متحد در تاریخ ۲۹ مه ۲۰۱۳ میلادی با ۱۵ رأی موافق، ۰ مخالف و ۰ ممتنع به تصویب رسید.